# Quadro de medalhas de atletismo na Universíada de Verão de 1967

## Quadro de medalhas
| Ordem | País                   | Medalha de ouro | Medalha de prata | Medalha de bronze |    |
| ----- | ---------------------- | --------------- | ---------------- | ----------------- | -- |
| 1     | FRG Alemanha Ocidental | 8               | 9                | 5                 | 22 |
| 2     | USA Estados Unidos     | 7               | 6                | 1                 | 14 |
| 3     | JPN Japão              | 5               | 6                | 6                 | 17 |
| 4     | FRA França             | 3               | 2                | 5                 | 10 |
| 5     | GBR Grã-Bretanha       | 2               | 6                | 3                 | 11 |
| 6     | ITA Itália             | 2               |                  | 4                 | 6  |
| 7     | FIN Finlândia          | 1               | 1                | 3                 | 5  |
| 8     | AUT Áustria            | 1               | 1                | 2                 | 4  |
| 9     | AUS Austrália          | 1               |                  | 2                 | 3  |
| 10    | SWE Suécia             | 1               |                  | 1                 | 2  |
| 11    | CIV Costa do Marfim    | 1               |                  |                   | 1  |
| 11    | YUG Iugoslávia         | 1               |                  |                   | 1  |
| 13    | CAN Canadá             |                 | 2                |                   | 2  |
|       | Total                  | 33              | 33               | 33                | 99 |